# Московский завод редких элементов
Московский завод редких элементов (Редэлем) — научная и производственная структура, просуществовавшая с 1927 по 1936 год. В 1931 году радиевое научно-исследовательское направление выделено в институт Гиредмет, в 1936 году на базе завода создан МКТС, продолживший направление создания твёрдых сплавов.

## История
Создан одновременно с трестом редких элементов на базе Гелиевого комитета, который занимался поиском гелиеоносного газа на территории СССР.
Деятельность Гелиевого комитета была признана неудовлетворительной и эта организация была ликвидирована в 1927 году.
В 1929 году на заводе создаётся первое промышленное производство радия в СССР, в качестве сырья используется урановая руда Тюя-Муюнского месторождения.
Важную роль в деятельности института играл радиохимик В. Г. Хлопин, который с 1930 года стал постоянным консультантом предприятия в области радиевой промышленности.
Пропагандировал завод в студенческой среде и приглашал отдельных специалистов для предприятия (в том числе и З. В. Ершову).
В конце 1931 года на заводе осуществлён первый выпуск радия, что стало серьёзным успехом молодого коллектива предприятия, З. В. Ершова была в тот момент начальником физической лаборатории завода.
В 1932 году на заводе под руководством А. И. Любимцева налажен качественный рентгеноспектральный анализ на редкоземельные металлы, тантал, ниобий, цирконий и др.
Деятельность треста Редэлем оказалась неудовлетворительной, так же как и Гелиевого комитета; в 1930 году он был расформирован.
Основная часть нагрузки была передана во Всехимпром — Государственное Всесоюзное объединение химической промышленности ВСНХ СССР.
После этого был перепрофилирован завод:
- В 1931 году радиевые задачи были переданы в Гиредмет, куда и была перемещена большая часть сотрудников этого направления. С созданием НИИ-9 часть сотрудников Московского завода редких элементов собралась там[4].
- Задачи создания твёрдых сплавов были переданы на МКТС, куда в 1936 году перешли остатки фондов предприятия[5].